# 慶應義塾体育会野球部
慶應義塾体育会野球部（けいおうぎじゅくたいいくかいやきゅうぶ、英: Keio University Baseball Club）は、東京六大学野球連盟に所属する大学野球チーム。慶應義塾大学の学生によって構成されている。球界に幾多の人材を送り出し、早稲田大学野球部とともに日本野球の創成・発展を支えてきた。OB組織の名称は「三田倶楽部」。
ユニフォームは、グレー色の生地に「KEIO」と表記されたもの。野球帽には、「K」の一文字が取り付けられている。

## 歴史

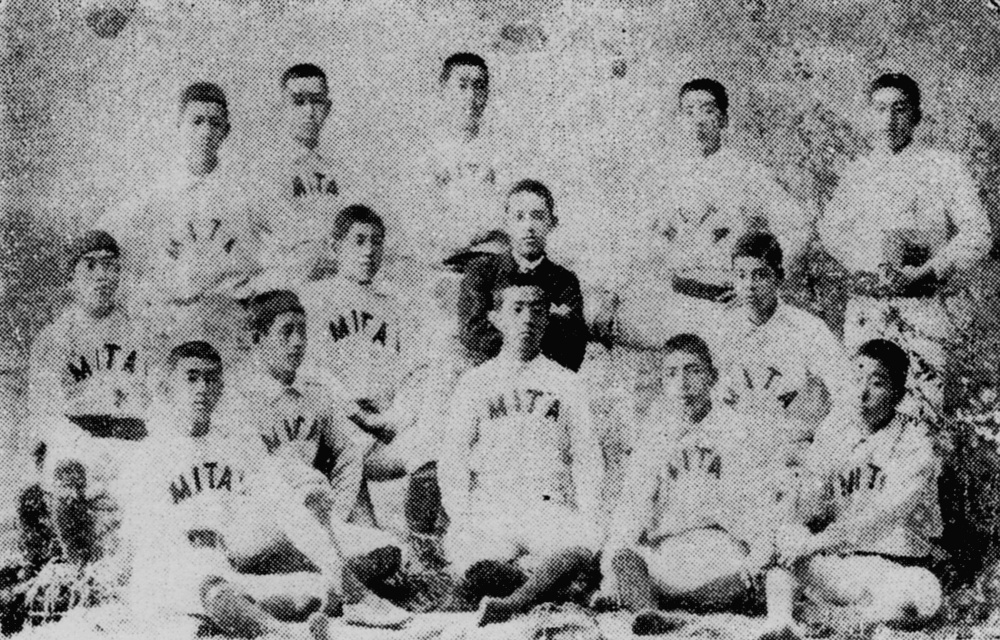
三田ベースボール倶楽部員
（1891年5月）

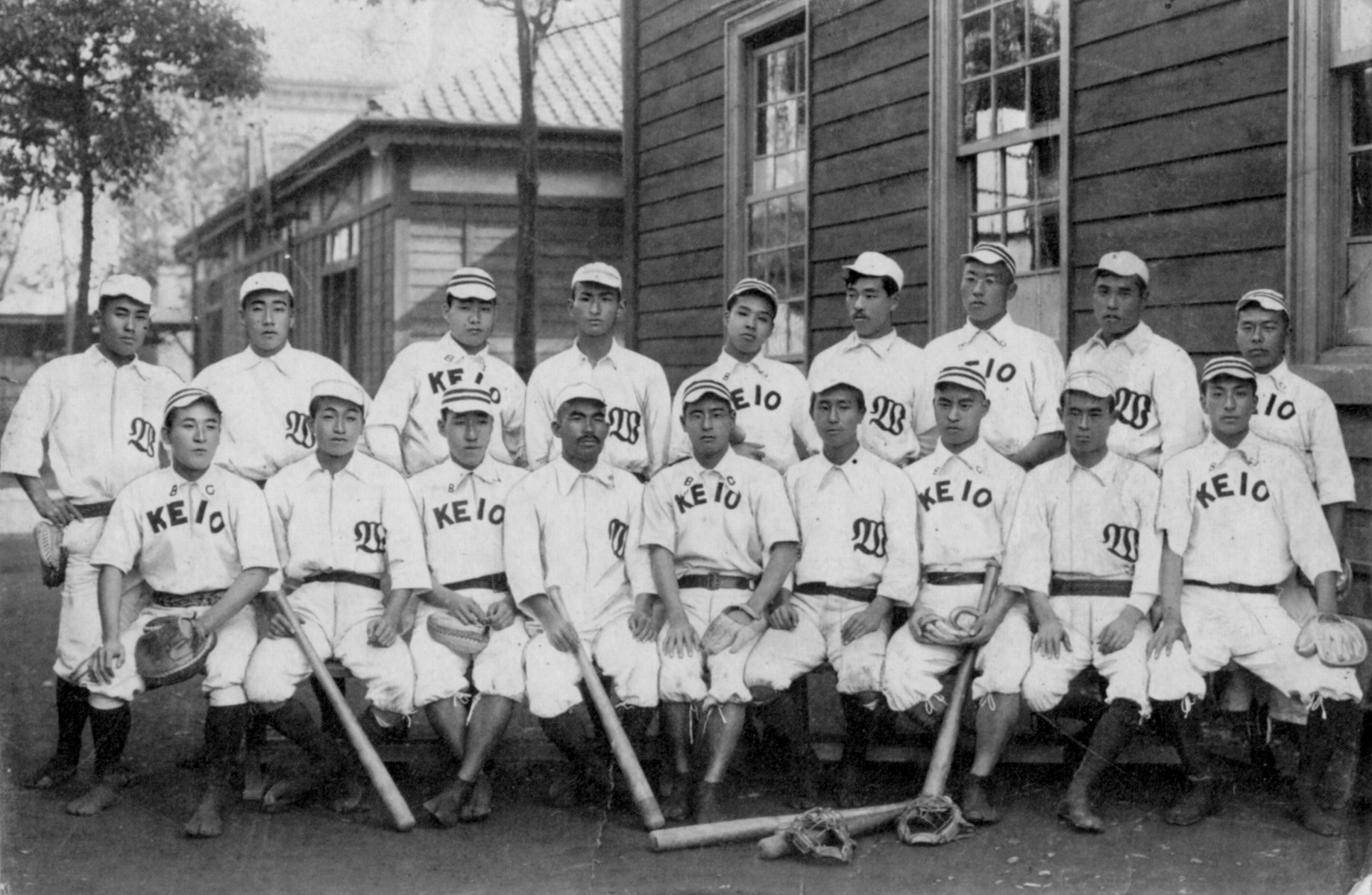
第1回慶早戦の両校選手
（1903年11月21日）

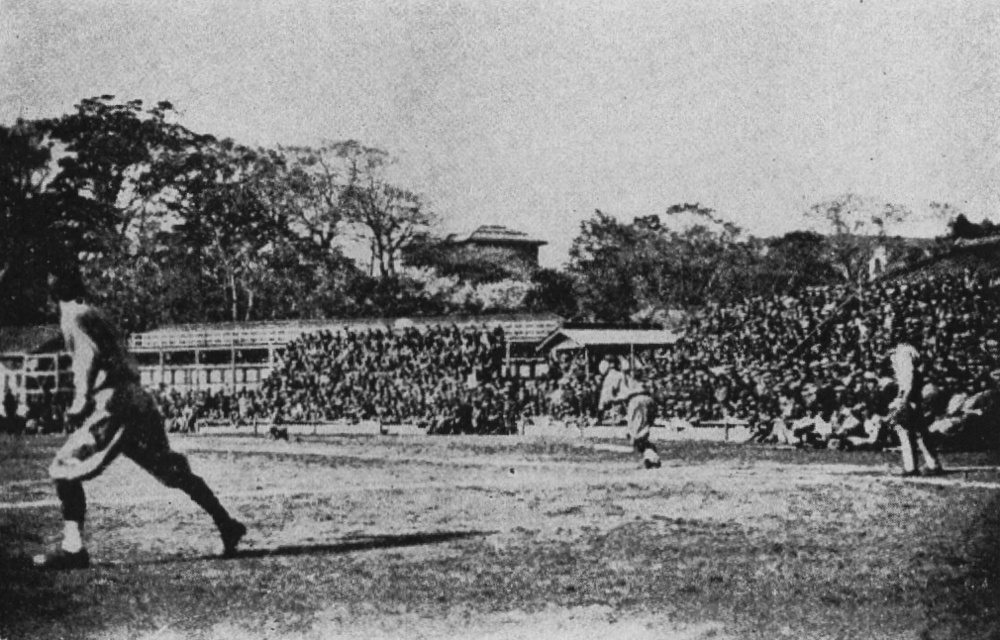
三田綱町球場
（1918年春の慶明戦）

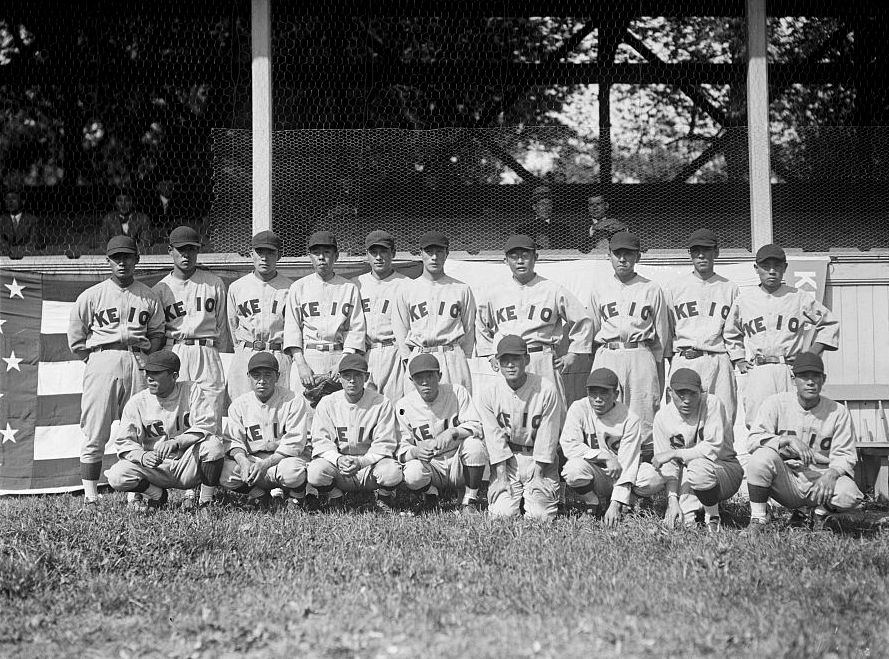
1928–1929年頃の野球部

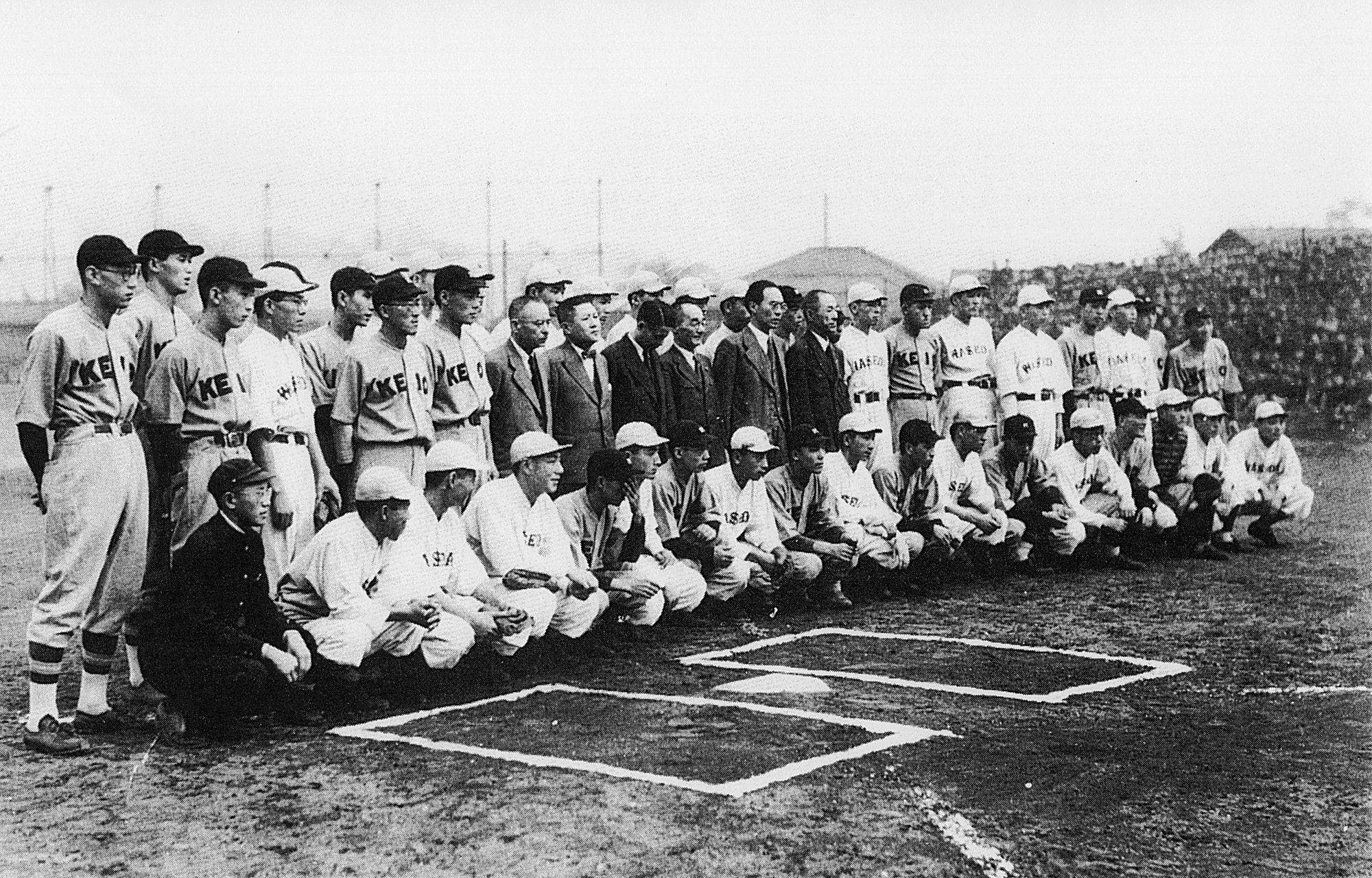
出陣学徒壮行慶早戦

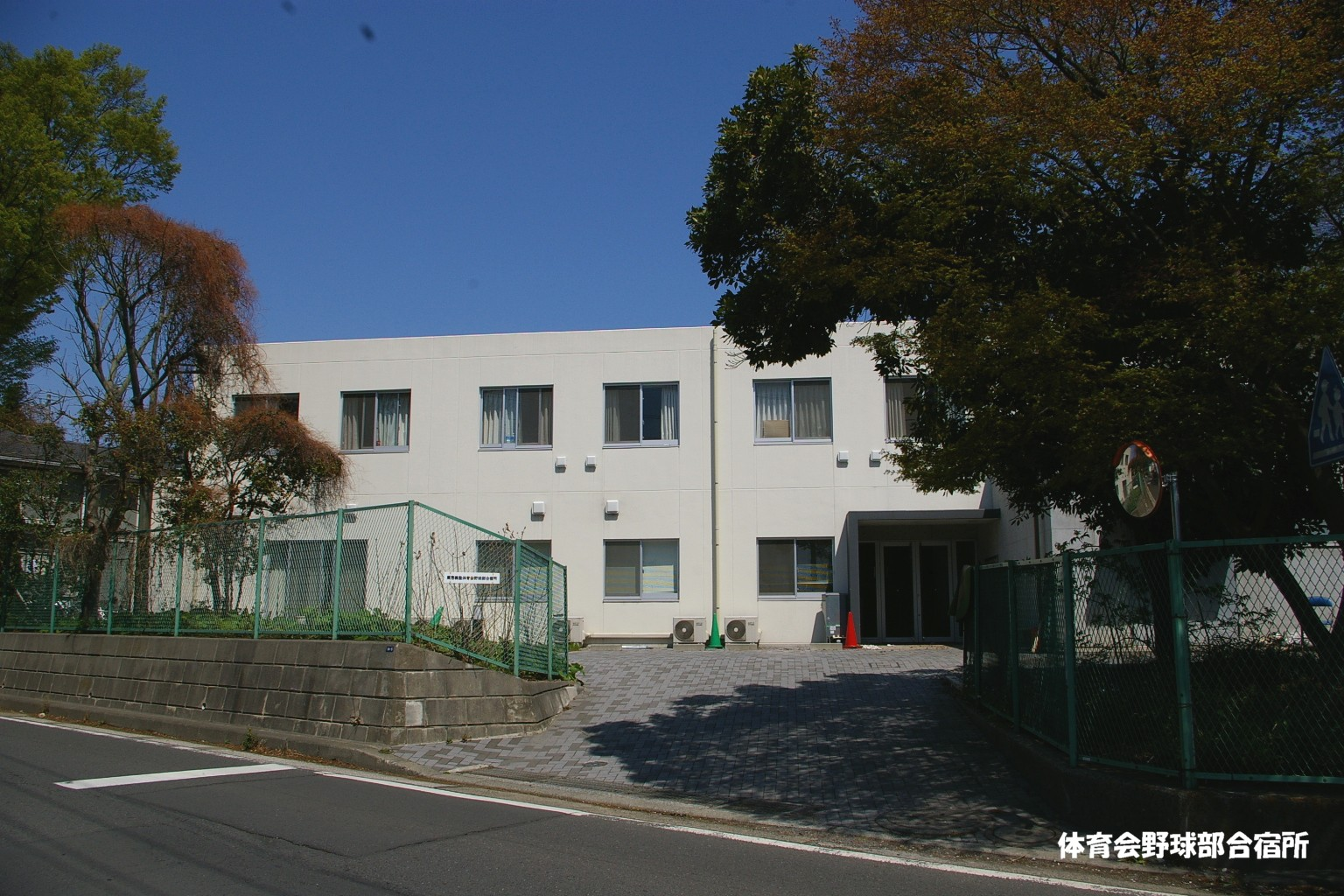
体育会野球部合宿所（日吉）

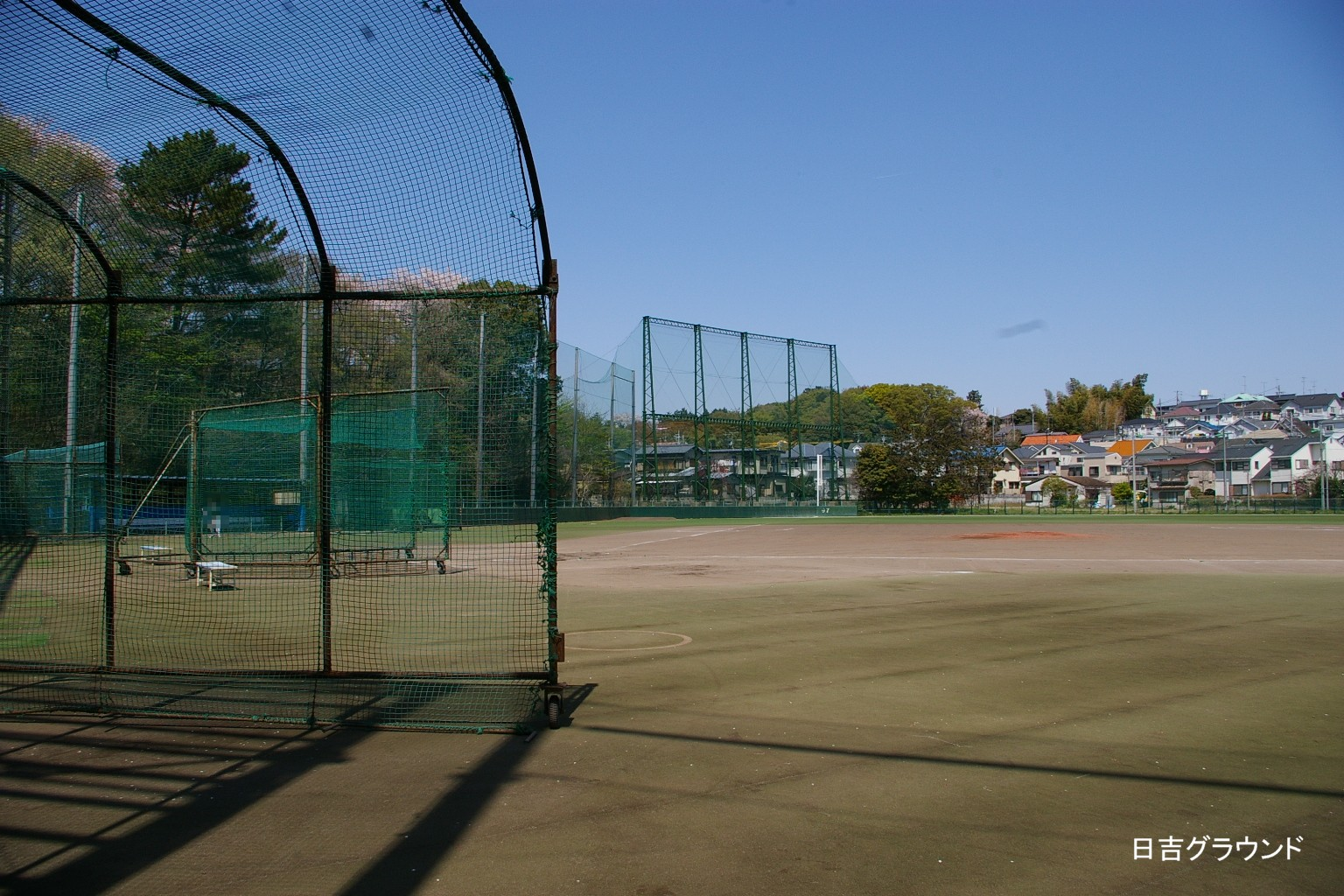
日吉グラウンド

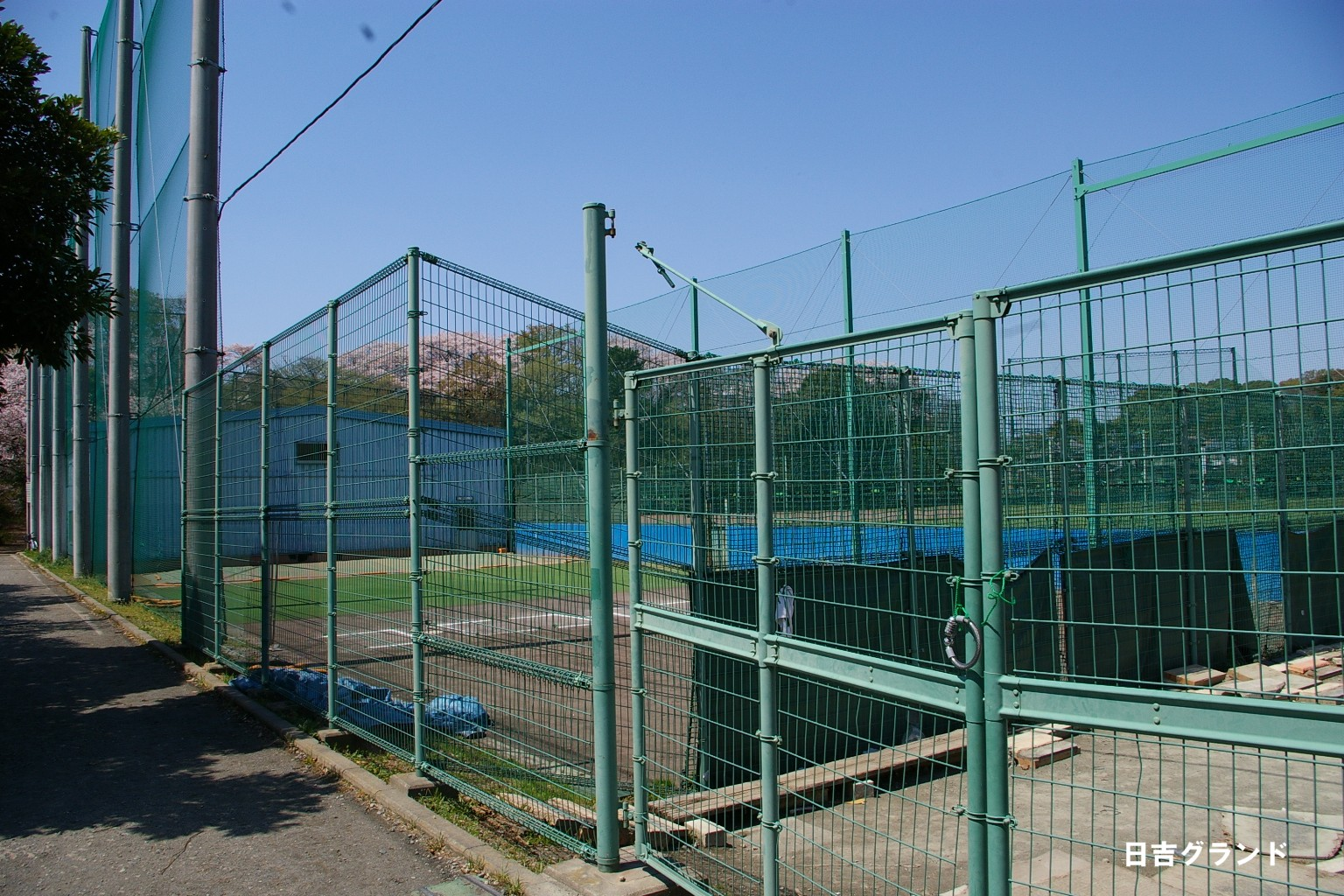
日吉グラウンド

### 戦前
1884年頃からアメリカ人教師ストーマーの指導で野球を始める塾生が現れ始め、日本初の野球チームといわれる「新橋アスレチック倶楽部」にも参加し練習を行っていた。1888年にアメリカから帰国した岩田伸太郎が塾内に野球を奨励し、「三田ベースボール倶楽部」が発足した。この時を野球部の創設としている。1892年には塾体育会創設とともにその傘下となり、翌1893年6月19日には当時最強といわれた一高に初挑戦で勝利を収めた。1901年には日本の野球チームで初となる国内遠征を敢行している。
1903年11月21日、新興チームであった早稲田の挑戦を受け、三田綱町球場で第一回の早慶戦（慶應での呼称は慶早戦。以下、本稿では「慶早戦」で統一）を行い勝利を収め、両校は翌年から春秋2回の定期戦を行うことを確認した。1904年6月2日、前日の早稲田に引き続いて一高を撃破、1893年の時と違い全員レギュラーで臨んだ一高を破ったことで慶早の勇名は一挙に轟き、慶早戦は一躍日本球界の覇権を争う試合として大きな熱狂を呼んだ。しかし応援合戦が過熱したことから1906年11月10日、1勝1敗で迎える第3戦の前日に中止となった。以後、慶早戦は1925年の東京六大学連盟結成まで19年にわたって中断されることとなる。
慶早戦中断の間も慶應は技量の向上に努め、日本球界の発展をリードする存在であり続けた。1907年10月にはハワイ・セントルイス大学を招いて国内初の海外チーム招待試合にしてこれも国内初の有料試合を挙行した。その後もアメリカの大学チームをたびたび招聘、1908年にはハワイ、1911年にはアメリカ本土に遠征を行い29勝20敗1分と勝ち越しを収めた。同年OB組織としての三田倶楽部が設立し、早稲田OB組織である稲門倶楽部との間に「三田－稲門」戦を始めたが、早稲田から絶縁状が届くなど慶早間の亀裂は埋まらずにいた。一方では創部間もない明治大学野球部を指導し、1914年からは慶・早・明の3校からなる三大学リーグ戦が始まり、法政大学、立教大学が相次いでこれに参加。
1925年、東京帝国大学が当時の五大学連盟に加盟、これを機に慶早戦再開の機運が盛り上がり、内海弘蔵（明大野球部長）と武満国雄（法大監督）が中心に「再開に応じないチームを外して新しいリーグを設立する」として慶早両校に再開を迫った。しかし現役部員は歓迎したものの先輩たちが応じようとしない。桐原眞二主将らがこれを必死に説得、ようやく同年秋から慶早戦が再開された。またこの年、初代監督として三宅大輔が着任した。1926年からは名将・腰本寿が監督を務め、やがて山下実・宮武三郎・水原茂・牧野直隆らの俊英たちが集まり黄金時代を形成した。1928年秋季リーグ戦では10戦全勝で優勝を飾った。この全勝を挟んで20連勝を記録、これは現在でも破られていない六大学連盟の連勝記録である。1929年、宮武と早稲田の新人・小川正太郎との対決は全国的な熱狂を集め「宮武・小川時代」と呼ばれる空前の慶早戦人気を現出した。
その後1930年代に入ると法政と立教の台頭、加えて明治が4連覇を果たし、1935年には腰本が辞任後急逝するなど優勝から遠ざかったが、1939年秋季リーグ戦で7年ぶりに優勝を達成した。しかし折からの軍部・文部省による野球弾圧は激しさを極め、1942年秋季リーグ戦を最後に東京六大学連盟も翌1943年4月に解散を余儀なくされる。同年10月には法文系学生の徴兵猶予も解除され、いよいよ野球部の存続も危うくなった。ここで当時の主将・阪井盛一が代表となって出陣学徒の餞として慶早戦の開催を塾長・小泉信三に直訴。小泉もこれを快諾し、早稲田側が大学当局の理不尽な妨害に苦しんだものの10月16日に最後の慶早戦が実現した。これを最後に部員の大半が戦地へ駆り出され、1944年5月を最後に活動を休止した。結局太平洋戦争終戦までの間に桐原らOBを含む20名が戦争の犠牲となった。

### 戦後
1945年10月28日の六大学OB紅白戦、そして11月18日の全慶早戦で戦後の野球がスタート、1946年からは東京六大学リーグ戦も復活した。大島信雄、別当薫、加藤進らが戦地から還ってきた慶應は復活第一回目のリーグ戦を5戦全勝で制覇、1947年には春秋連続優勝を成し遂げた。以後、早稲田と交互に優勝を分け合い、平古場昭二、河合貞雄、藤田元司、佐々木信也、衆樹資宏らのスター選手を擁し再び黄金時代を到来させた。
1950年代後半には長嶋茂雄らが活躍する立教に後塵を拝したこともあったが、前田祐吉が監督に就任した1960年秋に伝説の慶早六連戦を闘い優勝は逸したが、この頃から再び上昇軌道に乗り、六大学初の完全試合を達成した渡辺泰輔らの活躍で1964年までの間に3たびリーグ戦を制した。だが当時の通算本塁打タイ記録（8本）を樹立した広野功や江藤省三らの主力が卒業した1966年春季リーグ戦では、チーム力が一気に低下し史上初の最下位という屈辱を味わった。しかし若い近藤良輔監督を中心に猛練習でチーム力を上げると翌1967年春季リーグ戦ではエース藤原真の大活躍で涙のリーグ優勝を果たした。その後1971年秋季からはエース萩野友康に松下勝実・山下大輔らの強力打線でチーム最多連覇となる3連覇を果たした。
ところがこの3連覇の偉業を最後に、長く暗い低迷のトンネルに入り込んでしまった。後藤寿彦・堀場秀孝・青島健太らの好打者が神宮を沸かせたものの法政・明治・早稲田の牙城を崩すまでには至らず、1977年春季・1981年春季にはまたも最下位転落の悲哀を味わった。このどん底からの再生を託されたのが前田であった。1982年に前田が二度目の監督に就任するとチーム力は徐々に上向き、1985年秋季リーグ戦では1年生エース志村亮の大活躍に相場勤・仲澤伸一らの強力打線が火を噴き、実に13年ぶりのリーグ優勝を10勝無敗1分で飾り、ようやく57年ぶりに2本目の白線をストッキングに入れることに成功した（エピソードの項参照）。
この快挙で完全に息を吹き返した慶應は、前田の指導のもと選手たちがのびのびとプレーし、数々の偉業を打ち立ててきた。1987年には、24年ぶりに全日本大学野球選手権大会を制した。この年の主将・猿田和三
、エース・鈴木哲は共に2年浪人して慶大に入学。「2浪組」が活躍する慶応らしい日本一だった。通算31勝を挙げた志村、リーグ屈指の右腕・鈴木哲、三冠王・大森剛らが神宮のみならず大学球界を代表する名選手として大暴れした。
1990年春には慶早戦史上に残る12年ぶりの「早慶V決戦」を展開。優勝こそ逃したが、NHKが急遽全試合をテレビ中継し、3回戦はスタンドに入れなかった学生2万人が球場の外を囲み、急きょ設置されたテレビモニターで観戦する事態となった。1991年には小桧山雅仁・大久保秀昭のバッテリーで19年ぶりの春秋連覇を達成した。1994年に前田から後藤に監督が引き継がれてからも次々と好選手が現れ、1994年秋季には丸山泰令がチーム戦後4人目となる三冠王を獲得、1996年春季には高橋由伸も三冠を達成した。高橋は翌1997年に法政・田淵幸一の記録を29年ぶりに破る通算23号本塁打を放ち、春季リーグ戦では5年ぶりのリーグ優勝に導いた。
2000年秋季には早稲田との優勝を懸けた決戦を制して20世紀最後のリーグ覇者に就き、翌2001年秋季には喜多隆志が東京六大学のリーグ新記録となる打率.535をマークするなど、開幕から8連勝の破竹の快進撃で通算優勝回数を30回の大台に載せた。2004年秋季リーグ戦では鬼嶋一司監督のもと31回目のリーグ優勝を飾り、2007年には加藤幹典の好投で春・秋とも慶早戦に優勝を懸けるところまで来たが、いずれのシーズンも斎藤佑樹らを擁する早稲田にわずかに及ばなかった。
2008年は塾創立150周年、創部120周年の記念の年にあたり、4年ぶりの天皇杯奪回を目指したが果たせなかった。しかし常に優勝を争えるチーム力を蓄えており、2010年からは部史上初のプロ出身監督として、OBの江藤省三を監督に招聘。「早稲田黄金時代」と呼べる状況にあった東京六大学野球で、同年から2年連続春季リーグ戦に優勝することで、「打倒早稲田」というチーム伝統の使命を果たした。また、江藤の在任中には、部員から3年連続でプロ野球選手を輩出（2012年：伊藤隼太、2013年：福谷浩司、2014年：白村明弘）。2012年には、チーム史上初の女子選手として、川崎彩乃投手を登録した。
戦前の宮武・山下・別当、戦後の衆樹・広野・山下・青島・大森・高橋など、数多くの長距離砲を育成してきた伝統を持つ。また志村・加藤幹など優れたサウスポーが次々生まれるのも慶應の伝統といわれる。水原に代表される、いかにも「慶應ボーイ」といえる華やかなスターが多いのも特徴といえるだろう。
なお江藤は、4年の任期が満了した2013年11月に、監督の座を助監督の竹内秀夫に譲る格好でいったん退任。2014年1月20日付で日本学生野球連盟から（プロ野球経験者による高校生への指導に必要な）学生指導資格の回復を認められたため、同年春からは慶應義塾の各高校野球部を統括する「総監督」に転じる予定だった。しかし、竹内は大学監督への就任直後から、内臓疾患で長期にわたって入院。現場復帰の目途が立たないことから、2014年2月28日には、江藤が同年の東京六大学野球の春季リーグ戦期間中に再び大学の野球部を指揮することを発表した。ただし、竹内が現場への復帰を前提に監督職へとどまっているため、東京六大学野球連盟には竹内の代理扱いで江藤を「助監督」として登録。春季リーグ戦が終了する6月末までの指導を予定していたが、そのリーグ戦ではチームを再び優勝に導いている。秋季リーグは高多倫正が助監督を務め、竹内は秋季リーグ終了後に1度も指揮を執ることなく退任した（2015年8月5日死去）。2015年からはJX-ENEOS野球部監督だった大久保秀昭が監督を務める。
2019年秋季リーグは、開幕から9連勝でリーグ優勝。東京六大学野球連盟代表として出場した明治神宮野球大会では3連勝で優勝し、19年ぶりの日本一となった。同年度を以って大久保監督が退任（JX-ENEOS野球部監督に復帰）し、JR東日本硬式野球部監督だった堀井哲也が2019年12月1日付で新監督に就任する。

## 本拠地
- 神奈川県横浜市港北区下田町2-14-5

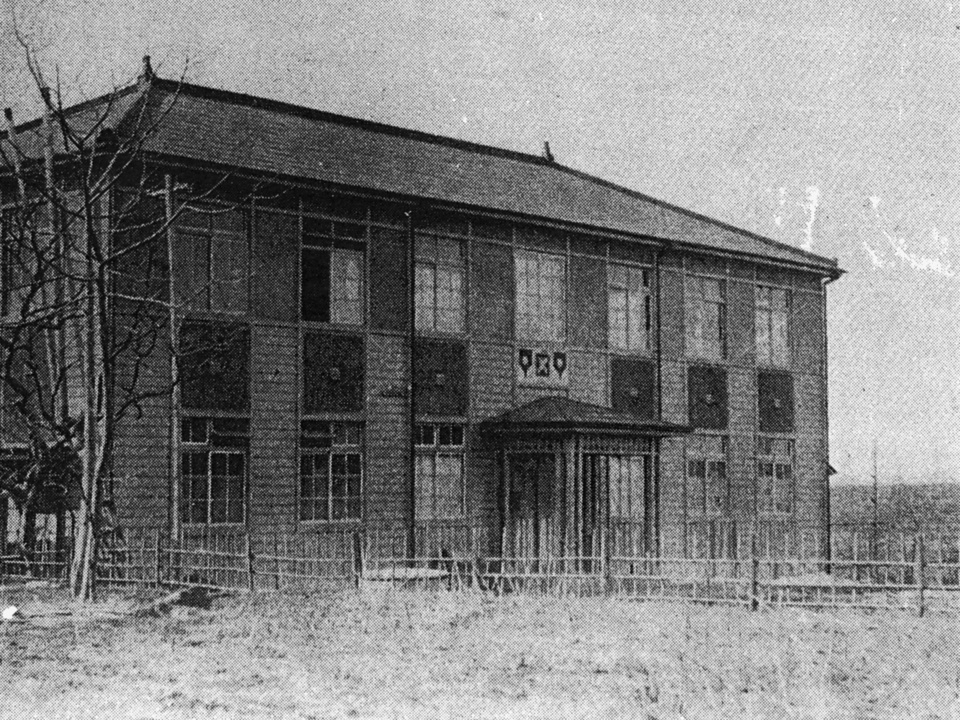
昭和初期の新田合宿所

当初、塾の横にあった稲荷山グラウンドで練習をしていたが非常に狭く、正規のダイヤモンドを確保できないほどであった。その後、三田綱町の山林を切り開いてグラウンドを造成（現慶應義塾中等部綱町グラウンド）、第一回慶早戦の会場となったのを始め、大正後期まで本拠地としていた。
その後1924年に田園調布球場を借用、1926年からは東京府荏原郡矢口村（現東京都大田区千鳥2丁目）の新田球場に本拠を移し、1941年に現在地に落ち着いた。

## 記録
- リーグ戦（※2025年度春季リーグ戦終了時）

優勝:40回（戦前8回、戦後32回。最近の優勝＝2023年秋季。3連覇＝1971年秋季～1972年秋季、10戦全勝＝1928年秋季、無敗優勝＝1985年秋季。完全優勝=戦後7回。）
連勝記録＝20（1927年秋季明治3回戦から1929年春季慶早1回戦まで。リーグ記録）
- 全日本大学野球選手権大会 出場12回、優勝4回
- 明治神宮野球大会 大学の部 出場12回、優勝5回
- 明治神宮競技大会野球競技 大学の部 優勝3回
- 日本学生野球協会結成記念野球大会大学の部 優勝2回

※ 獲得タイトルは、東京6大学野球リーグで歴代4位の計54回である。

## 主な出身者
※ 多数につき、Category:慶應義塾大学野球部の選手を参照。以下、主な選手のみピックアップする。
※ 太字は2020年までに野球殿堂入りした人物。
- 宮原清
- 桜井弥一郎 - 野球部草創期の投手。慶早戦復活に尽力。上田中出身
- 島田善介
- 直木松太郎
- 腰本寿 - 2代目監督（1926～1934年）。「和製マグロー」の異名。 慶應普通部出身
- 三宅大輔 - 1916・17年度主将。1925年初代監督。慶應普通部出身
- 小野三千麿 - 大正期の投手。メジャー・リーグ選抜相手に日本人初勝利。神奈川師範出身
- 新田恭一 - 大正期の投手。ゴルフスイングを打撃に取り入れ小鶴誠らを育てる。慶應普通部出身
- 桐原眞二 - 1924年度主将。遊撃手。慶早戦復活に尽力。大阪・北野中（現北野高）出身。のちに戦死
- 浜崎真二 - 1925年、"慶早戦復活のヒーロー"、プロ野球史上最年長勝利他、最年長記録タイトルホルダー、阪急、高橋、国鉄監督。広島商業～神戸商業出身
- 宮武三郎 - 戦前最高といわれる天才選手。投手として38勝、打者として7本塁打、首位打者。高松商業出身
- 水原茂 - 投手・三塁手、昭和初期屈指のスター。「リンゴ事件」、高松商業出身
- 加藤喜作 - 八幡製鐵所選手兼任監督、南海軍・近畿日本軍、星野組、小倉高校監督。広陵中出身
- 山下実 - 「和製ベーブ」と呼ばれた長距離打者。第一神港商業（現市神港高）出身
- 村上実
- 牧野直隆 - 1932・33年度主将。二塁手。第4代高野連会長。慶應商工出身
- 楠本保 - 慶大では野手に転向、1939・40年度主将。明石中（現明石高）出身
- 山本英一郎
- 中田武雄 - 投手。中学時代に甲子園で延長25回の激闘。明石中出身
- 白木義一郎 - 投手。戦後まもなくプロ野球で活躍。後に参議院議員を務めた。慶應商工出身
- 宇野光雄 - 1942年度主将。三塁手。「100万ドルの内野陣」、1946年春季監督。和歌山中（現桐蔭高）出身
- 正力亨 - 元巨人軍オーナー。大学時代はマネージャー。慶應普通部出身
- 別当薫 - 1946年度（春季）主将。外野手。1942年春首位打者。甲陽中（現甲陽学院高）出身
- 大島信雄 - 戦中・戦後期のエース。岐阜商業（現県立岐阜商業高）出身
- 平古場昭二 - 1951年度主将。投手。1940年代終盤のエース。浪華商業（現大体大浪商高）出身
- 前田祐吉 - 投手。のち1960年代前半から90年代前半にかけて二期にわたり監督。監督として慶應最多、六大学歴代2位の通算268勝。高知城東中（現高知追手前高）出身
- 河合貞雄 - 投手。早大からノーヒットワンランを達成。京都・西京高出身
- 花井悠 - 外野手。岐阜高出身
- 佐々木信也 - 1955年度主将。二塁手。湘南高出身
- 藤田元司 - 「悲運のエース」。通算31勝。西条北高（現西条高）出身
- 衆樹資宏 - 1956年度主将。外野手。1955年春に六大学戦後初の三冠王。湘南高出身
- 中田昌宏 - 一塁手。のち阪急ブレーブス。1961年パ・リーグ本塁打王。鳴尾高出身
- 渡海昇二 - 1960年度主将。外野手。のち巨人・東映。芦屋高出身
- 清沢忠彦 - 投手。甘いマスクで人気。高校野球審判でも活躍。県立岐阜商業高出身
- 安藤統夫 - 1961年度主将。遊撃手。慶早六連戦でも活躍。土浦一高出身、元阪神タイガース監督
- 榎本博明 - 外野手。首位打者（2回）、当時の最高打率（5割1分7厘）を記録。和歌山海南高出身
- 石黒和弘 - 外野手・遊撃手。のち東京オリオンズ。中京商業高出身
- 大橋勲 - 捕手。巨人で森昌彦との執拗なポジション争いに敗れる。土佐高出身
- 渡辺泰輔 - 投手。通算29勝。立教相手に六大学史上初の完全試合達成。のち南海。慶應高出身
- 江藤省三 - 1965年度主将。二塁手。元監督。中京商業高出身。兄は江藤慎一
- 広野功 - 外野手。1965年に当時の本塁打リーグ記録（8本）に並ぶ。徳島商業高出身
- 藤原真 - 投手。1967年春六大学最下位から優勝の立役者。のちヤクルト・東映。西脇高出身
- 萩野友康 - 1972年度主将。投手。慶大三連覇。新日鉄八幡にて第45回都市対抗野球大会久慈賞。土佐高出身
- 山下大輔 - 1973年度主将。内野手。1973年春季首位打者。元横浜ベイスターズ監督。清水東高出身
- 後藤寿彦 - 1975年度（春季）主将。内野手。元監督。1975年春三冠王、元・日本代表（全日本アマチュア野球）監督。JR西日本総監督。岐阜高出身
- 堀場英孝 - 1978年度主将。捕手。明治高田繁の六大学最多安打記録127安打に次ぐ通算125安打。のち広島-大洋-巨人。丸子実業高出身。
- 青島健太 - 1980年度主将。外野手。シーズン22打点のリーグ記録保持者。新潟県出身者で唯一主将を務め、かつプロ野球界入りした。のち東芝、ヤクルトスワローズ。春日部高出身。東京六大学野球を経てプロ入りを果たした新潟県出身者2人の内の1人。（もう1人は法政出身の猪俣隆）
- 上田和明 - 遊撃手。1984年春慶早戦で3試合連続アーチ、ロス五輪代表。巨人ドラフト1位も伸び悩む。八幡浜高出身
- 相場勤 - 外野手。元監督。1985年春に3打席連続ホームラン。桐生高出身
- 石井章夫 - 1986年度主将。捕手。大洋ドラフト2位蹴り東京ガス、のち同部監督。桐蔭学園高出身
- 鈴木哲 - 投手。下記志村らと1987年大学日本一の主力。福島高出身
- 堤辰佳 - 1988年度主将。読売新聞東京本社運動部長などを経て、元巨人ゼネラルマネージャー兼編成部長。済々黌高出身
- 志村亮 - 投手。通算31勝、投手初の満塁本塁打。巨人などのドラフト指名の誘いを蹴り三井不動産へ。桐蔭学園高出身
- 大森剛 - 一塁手・外野手。1988年春三冠王、ソウルオリンピック代表。高松商業高出身
- 小桧山雅仁 - 投手。若松幸司との左右の両輪として1991年春秋連覇時のエース、桐蔭学園高出身、バルセロナオリンピック代表
- 大久保秀昭 - 1991年度主将。捕手。1991年春秋連覇、JX-ENEOS選手、監督、2015-2019年度監督。桐蔭学園高出身、アトランタオリンピック日本代表
- 髙木大成 - 1995年度主将。外野手・捕手。桐蔭学園高出身
- 高橋由伸 - 1997年度主将。外野手。三冠王（1996年春）、通算最多本塁打記録保持者（23本）。2016-2018年巨人監督。桐蔭学園高出身
- 山本省吾 - 投手。2000年秋のリーグ戦優勝時の主力。通算21勝。星稜高出身
- 三木仁 - 2001年度主将。三塁手。上宮高出身
- 喜多隆志 - 外野手。シーズン最高打率記録保持者。智弁和歌山高出身
- 中村太郎 - 2004年度主将。外野手。首位打者（2004年秋）、埼玉・大宮高出身
- 池邉啓二 - 外野手。JX-ENEOS。三菱ふそう川崎（補強選手）にて第76回都市対抗野球大会若獅子賞。智弁和歌山高出身
- 加藤幹典 - 投手。慶應では志村以来となる史上20人目の30勝を記録。川和高出身
- 伊藤隼太 - 2011年度主将。外野手。第5回世界大学野球選手権日本代表4番打者。中京大中京高出身
- 福谷浩司 - 投手。大学選手権準優勝。理工学部。愛知・横須賀高出身
- 矢崎拓也 - 投手。大学通算24勝。旧姓・加藤。慶應高出身
- 岩見雅紀 - 外野手。大学通算21本塁打。比叡山高出身
- 郡司裕也 - 2019年度主将。捕手。三冠王（2019年秋）。仙台育英高出身
- 柳町達 - 外野手。リーグ戦通算113安打。慶應高出身
- 植田将太 - 捕手。初の育成契約でのプロ入り。　慶應高出身
- 萩尾匡也 - 外野手。4年秋の東京六大学野球リーグ戦で史上16人目の三冠王に輝いた。文徳高出身
- 佐藤宏樹 - 投手。大館鳳鳴高出身
- 正木智也 - 外野手。慶應高出身
- 廣瀨隆太 - 内野手。2023年度主将。通算本塁打数20本（リーグ歴代4位タイ）。幼稚舎から初のプロ入りの選手である。　慶應高出身。
- 橋本達弥 - 投手。長田高出身

### 関係者
- 直木松太郎
- 山内以九士
- 石丸重治
- 池井優

## エピソード
- スクールカラーの青いストッキングに2本の白線が入っている。これは1928年秋のリーグ戦で全勝優勝を果たしたときに、腰本寿監督が発案して、全勝のたびに加えることにしたものだった。1985年秋のリーグ戦で慶應は1分けを挟む全勝優勝を達成、57年目にしてようやく2本目の白線を入れることができた。
- 2024年現在慶應にはスポーツ推薦のようなスポーツに特化した試験や実技試験を課す入学試験はない。この事が野球部OBのみならず、塾員から早大との差異として語られる場合がある、ただし甲子園を優勝した塾高にはスポーツ推薦が存在しており、同校の推薦導入後はレギュラーの半分は同校出身者が占める場合が多い。
- 上記のように近年は塾高に推薦入学した選手がレギュラーを占める場合が多いが一方で加藤幹典、福谷浩司、増居翔太など公立高校出身者がエースになるケースもある。

## 備考
- 2021年1月、同野球部選手の学生が、被害総額が1000万円以上にのぼる新型コロナウイルス感染症対策に伴う持続化給付金の不正受給に関与していたとして、詐欺容疑で逮捕された[16] [17]。